# Amauromyza abnormalis
Amauromyza abnormalis är en tvåvingeart som beskrevs av Malloch 1913. Amauromyza abnormalis ingår i släktet Amauromyza och familjen minerarflugor. Inga underarter finns listade i Catalogue of Life.